# Yelena Jemayeva
Yelena Jemayeva (Dolgoprudny, 30 de marzo de 1971) es una deportista azerbaiyana que compitió en esgrima, especialista en la modalidad de sable. Está casada con Ilgar Mamedov, campeón olímpico en esgrima.
Ganó siete medallas en el Campeonato Mundial de Esgrima entre los años 1999 y 2003, y cuatro medallas en el Campeonato Europeo de Esgrima entre los años 1999 y 2003.
Participó en los Juegos Olímpicos de Atenas 2004, ocupando el séptimo lugar en la prueba individual.

## Palmarés internacional
| Campeonato Mundial | Campeonato Mundial   | Campeonato Mundial | Campeonato Mundial |
| Año                | Lugar                | Medalla            | Prueba             |
| ------------------ | -------------------- | ------------------ | ------------------ |
| 1999               | Seúl (Corea del Sur) | Medalla de oro     | Sable individual   |
| 1999               | Seúl (Corea del Sur) | Medalla de bronce  | Sable por equipos  |
| 2000               | Budapest (Hungría)   | Medalla de oro     | Sable individual   |
| 2001               | Nimes (Francia)      | Medalla de bronce  | Sable individual   |
| 2002               | Lisboa (Portugal)    | Medalla de plata   | Sable individual   |
| 2002               | Lisboa (Portugal)    | Medalla de bronce  | Sable por equipos  |
| 2003               | La Habana (Cuba)     | Medalla de bronce  | Sable por equipos  |
| Campeonato Europeo |                      |                    |                    |
| Año                | Lugar                | Medalla            | Prueba             |
| 1999               | Bolzano (Italia)     | Medalla de oro     | Sable individual   |
| 2000               | Funchal (Portugal)   | Medalla de bronce  | Sable individual   |
| 2002               | Moscú (Rusia)        | Medalla de bronce  | Sable por equipos  |
| 2003               | Bourges (Francia)    | Medalla de bronce  | Sable por equipos  |